# Pelé's World Tournament Soccer
Pelé's World Tournament Soccer (Pelé II: World Tournament Soccer aux États-Unis) est un jeu vidéo de football sorti en 1994 sur Mega Drive. Le jeu a été développé par Radical Entertainment et édité par Accolade.
Il s'agit de la suite de Pelé.